# Südkoreanische Eishockeynationalmannschaft
Die südkoreanische Eishockeynationalmannschaft der Männer wird nach der Weltmeisterschaft 2022 in der IIHF-Weltrangliste auf Platz 21 geführt. Die Mannschaft spielte bei den Weltmeisterschaften 2018 erstmals in der Top-Division und nahm als Gastgeber an den Olympischen Winterspielen 2018 teil. Organisiert wird die Nationalmannschaft vom Südkoreanischen Eishockeyverband.

## Geschichte
Schon bei der ersten geplanten WM-Teilnahme 1978 sorgte das südkoreanische Team auf passive Art und Weise für einen politischen Eklat, da das Gastgeberland China dem Klassenfeind die Einreisevisa verweigerte. Der Visumstreit führte zu heftigen diplomatischen Spannungen zwischen beiden Ländern. Als Folge wurde die C-WM Gastgeber China entzogen und wie im Vorjahr nach Spanien vergeben, das sich kurzfristig zur Austragung bereit erklärte. 1979 folgte dann mit einem Jahr Verspätung die südkoreanische WM-Premiere. Bei der C-Weltmeisterschaft in Barcelona belegte die Mannschaft den siebten und damit vorletzten Platz. 1990 startete schließlich erstmals eine südkoreanische Frauennationalmannschaft bei einer WM.
Bei der Weltmeisterschaft 2010 belegte das Team durch einen 5:2-Erfolg im abschließenden Spiel gegen die kroatische Eishockeynationalmannschaft den fünften Platz in der in Ljubljana ausgetragenen Gruppe B der Division I und konnte somit erstmals den direkten Wiederabstieg in die Drittklassigkeit vermeiden. Im Zuge der WM-Strukturreformen zur Spielzeit 2012 wurde Südkorea zunächst in die drittklassige Division I, Gruppe B eingestuft. Die Auswahl schaffte aber den Aufstieg in die Division I, Gruppe A, die nun mehr die zweite Spielklasse im internationalen Eishockey darstellt. Dort erreichte sie bei der WM 2013 durch Siege über Gastgeber Ungarn und Absteiger Großbritannien den Klassenerhalt. Ein Jahr später gelang dieser jedoch nicht mehr, so dass die Mannschaft bei der WM 2014 im eigenen Land wieder in die drittklassige Division I, Gruppe B abstieg. Nach dem sofortigen Wiederaufstieg gelang 2017 sogar der Aufstieg in die TOP-Division, in der das Team dann bei der Weltmeisterschaft 2018 spielte. Da der Klassenerhalt jedoch nicht gelang, spielt die Mannschaft seit 2019 wieder in der Division I.
Die Frauenmannschaft belegte bei der WM der Frauen-Division III 2008 den 6. Platz und stieg damit in die Division IV (etwa 6. Spielklasse) ab. Im Hinblick auf die Olympischen Winterspiele 2018, die in Südkorea stattfinden, wurden und werden umfangreiche Investitionen in den Eishockey-Sport getätigt. Bei den Herren wurde über eine Teilnahme der Nationalmannschaft an der Mestis, der finnischen zweiten Liga, nachgedacht. Zur Realisierung ist dieses Vorhaben bis jetzt aber nicht gekommen, zumal die Spielstärke der Asia League, in deren Teams die Mehrheit der südkoreanischen Nationalspieler aktiv ist, durchaus mit der Mestis vergleichbar ist. Südkorea hat sich als Konsequenz aus diesen Investitionen innerhalb von drei Jahren um acht Plätze in der IIHF-Weltrangliste verbessert (2010: Platz 33, 2013: Platz 25). Die Frauen befinden sich ebenfalls im Aufschwung und haben sich im Zuge der WM 2013 nun für die viertklassige Division II, Gruppe A, qualifiziert, wo sie 2014 antreten werden.
Zudem hält die südkoreanische U20-Nationalmannschaft den Rekord des höchsten Eishockey-Siegs aller Zeiten. Bei den Asien-Ozeanien Junioren-Meisterschaften 1998 besiegte das südkoreanische Team Thailand mit 92:0.

## Platzierungen

### Olympische Spiele
- 2018: 12. Platz

Qualifikation zu olympischen Spielen
- bis 1994: nicht teilgenommen
- 1998: Regionale Vorqualifikation Asien: 3. Platz
- 2002–2010: nicht teilgenommen
- 2014: Erste Qualifikationsrunde, Gruppe J: 2. Platz
- 2018: als Gastgeber direkt qualifiziert
- 2022: Qualifikationsendrunde, Gruppe F: 4. Platz

### Weltmeisterschaften
- bis 1978: keine Teilnahme
- 1979: 7. C-WM
- 1981: keine Teilnahme
- 1982: 8. C-WM
- 1983–1985: keine Teilnahme
- 1986: 9. C-WM
- 1987: 2. D-WM
- 1989: 7. C-WM
- 1990: 9. C-WM
- 1991: 8. C-WM
- 1992: 6. C1-WM
- 1993: 9. C-WM
- 1994: 3. C2-WM
- 1995: 4. C2-WM
- 1996: 5. D-WM
- 1997: 2. D-WM
- 1998: 7. C-WM
- 1999: 6. C-WM
- 2000: 5. C-WM
- 2001: 1. Div. II, Gr. A
- 2002: 6. Div. I, Gr. A
- 2003: 1. Div. II, Gr. A
- 2004: 6. Div. I, Gr. B
- 2005: 3. Div. II, Gr. A
- 2006: 2. Div. II, Gr. B
- 2007: 1. Div. II, Gr. B
- 2008: 6. Div. I, Gr. A
- 2009: 1. Div. II, Gr. B
- 2010: 5. Div. I, Gr. B
- 2011: 3. Div. I, Gr. A
- 2012: 1. Division IB
- 2013: 5. Division IA
- 2014: 6. Division IA
- 2015: 1. Division IB
- 2016: 5. Division IA
- 2017: 2. Division IA
- 2018: 16.
- 2019: 3. Division IA
- 2020–2021: keine Austragung
- 2022: 4. Division IA
- 2023: 4. Division IA
- 2024: 6. Division IA
- 2025: 2. Division IB

### Asienspiele
- 1986 – Bronze
- 1990 – Bronze
- 1996 – 4. Platz
- 1999 – 4. Platz
- 2003 – 4. Platz
- 2007 – Bronze
- 2011 – Bronze
- 2017 – Silber
- 2025 – Bronze

### Asien-Cup
- 1992: 4. Platz
- 1993: 3. Platz
- 1995: 4. Platz